# HMS Calypso (D61)
L'HMS Calypso, settima nave da guerra britannica a portare questo nome, è stato un incrociatore leggero classe C, tipo Caledon, della Royal Navy. Venne impostato nei cantieri Hawthorn Leslie and Company il 17 febbraio 1916, varato il 24 gennaio 1917 ed entrò in servizio il 21 giugno seguente.

## Servizio
All'ingresso in servizio venne assegnata alla Grand Fleet e partecipò il 17 novembre successivo alla seconda battaglia di Helgoland, scoppiata in seguito all'avvistamento da parte della Calypso e della sorella Caledon di una forza di dragamine tedeschi. In seguito si aggiunsero allo scontro varie navi da battaglia sia britanniche che tedesche. Durante il combattimento il ponte della Calypso venne colpito da un proiettile da 150 mm delle batterie secondarie della SMS Kaiserin, che uccise tutti i marinai presenti compreso il capitano, e causò il lancio di un siluro già innescato.
Finita la prima guerra mondiale, nel 1918 venne trasferita nel Mar Baltico insieme alla sorella Caradoc per prendere parte alla campagna britannica lanciata per appoggiare le truppe estoni, sotto attacco da parte dei bolscevichi durante la Guerra civile russa. La nave ebbe nel 1922 il compito di trasferire i reali di Grecia in seguito all'abdicazione di Costantino I e la cessione del potere ad un regime militare; il fratello del re, Andrea di Grecia, venne bandito dal paese a vita da un tribunale rivoluzionario e costretto alla fuga insieme alla famiglia e al figlio neonato, Philippos. La famiglia venne trasferita a Brindisi da dove raggiunse Parigi in treno.
Allo scoppio della seconda guerra mondiale, nel settembre 1939, la nave servì nel Mare del Nord con il 7º Squadrone Incrociatori. Il 24 settembre la Calypso intercettò il mercantile tedesco Minden a sud dell'Islanda, ma l'equipaggio autoaffondò la nave. Il 22 novembre seguente riuscì invece a catturare il mercantile Konsul Hendrik Fisser, sempre al largo dell'Islanda. Il giorno seguente, 23 novembre, l'incrociatore ausiliario Rawalpindi venne affondato dagli incrociatori da battaglia tedeschi Scharnhorst e Gneisenau. La Calypso partecipò quindi alla caccia alle navi tedesche, che però risultò infruttuosa.
Il 21 dicembre venne trasferita presso il 3º Squadrone Incrociatori della Mediterranean Fleet con base Malta e, successivamente all'entrata in guerra del Regno d'Italia, ad Alessandria d'Egitto.
Due giorni dopo la dichiarazione di guerra italiana al Regno Unito, avvenuta il 10 giugno, la Calypso si trovava in navigazione con il compito di intercettare il naviglio italiano diretto in Libia quando venne silurata dal sommergibile Alpino Bagnolini, al comando del tenente di vascello Franco Tosoni Pittoni, mentre si trovava circa 50 miglia a sud di capo Lithion, sull'isola di Creta. La nave affondò dopo due ore e mezza circa alle 13, causando la morte di 38 marinai. I sopravvissuti vennero soccorsi dall'incrociatore Caledon e dal cacciatorpediniere Dainty. La Calypso fu quindi la prima nave da guerra britannica a venire affondata dalla Regia Marina durante la seconda guerra mondiale.